# Jim Armstrong (Musiker)
Jim Armstrong (* 24. Juli 1944 in Belfast, Nordirland) ist ein britischer Rock- und Bluesgitarrist.
Armstrongs musikalische Karriere begann schon zu seiner Schulzeit. Er spielte anfangs in Belfast bei The Melotones, der Hausband des Clubs Romano's Ballroom. In den frühen 1960er-Jahren spielte er für Them und Van Morrison, nahm mit ihnen Platten auf und begleitete sie auf ihren Tourneen in Europa und in den USA, wo er vier Jahre blieb, dort auftrat und Plattenaufnahmen machte.
Bei etwa der Hälfte der 51 Titel, die Them und Morrison von 1965 bis 1971 aufnahmen, wirkte Armstrong als Gitarrist mit. Während dieser Zeit in den USA spielte er unter anderem mit The Doors, Captain Beefheart und Frank Zappa. Er wurde damals zum drittbesten Gitarristen (hinter Jimi Hendrix und Frank Zappa) gewählt.
Nachdem er Them 1969 verlassen hatte, gründete er mit Ray Elliot und Kenny McDowell die Band Truth. In den späten 1970er-Jahren war er Gitarrist der nordirischen Band Light, in den 1980er-Jahren spielte er bei Sk’boo und seit den 1990er-Jahren leitet er die Jim Armstrong Band.
In Nordirland ist Armstrong ein gefragter Studiomusiker; er wirkte bei zahlreichen lokalen Aufnahmen und Produktionen von Ulster Television, BBC Television und verschiedenen Radiosendern mit.